# Okopaniny

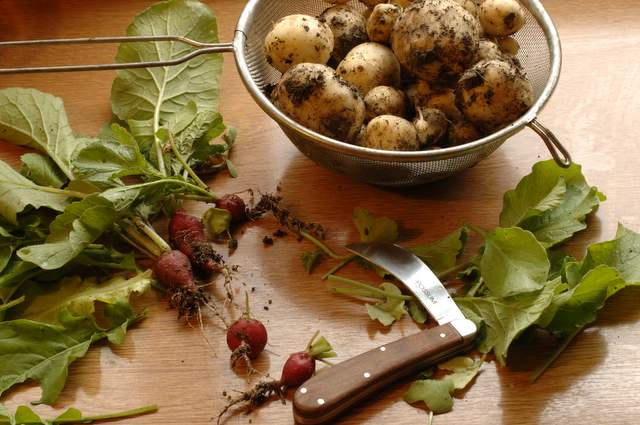
Dužninové části okopanin - kořeny brambor

Okopaniny jsou polní plodiny, které poskytují produkty s nízkým obsahem sušiny, což společně s jejich morfologickými a biologickými vlastnostmi ovlivňuje postupy pěstování. Vyžadují stejnoměrné rozmístění rostlin v porostu a intenzivní ošetřování, které se dřív provádělo ručně (proto okopaniny). Mezi okopaniny se řadí cukrová řepa, lilek brambor či maniok. Zpravidla to jsou širokořádkové plodiny s dobrou předplodinovu hodnotou zejména pro obilniny. Výnosotvorným orgánem rostliny je například hlíza nebo bulva. Lze proto rozlišovat okopaniny na hlíznaté či bulevnaté. Podle způsobu množení se okopaniny dělí na generativně množené (řepa), kdy jsou na pozemek vysévána semena, a vegetativně množené (lilek brambor), kdy se sází hlízy a jedná se tedy o klony mateřské rostliny.

## Zástupci okopanin
- Merlíkovité: řepa (cukrovka, krmná a červená)
- Hvězdnicovité: topinambur, čekanka obecná
- Mrkvovité: mrkev
- Lilkovité: brambor
- Brukvovité: tuřín, vodnice, krmná kapusta, krmný kedluben
- okopaniny

Tykvovité: tykev velkoplodá a obecná, meloun vodní a cukrový